# Newlyn
Newlyn (Lulyn en cornique) est une ville dans l'ouest des Cornouailles, au Royaume-Uni. Elle se trouve sur le rivage de Mount's Bay et forme une conurbation avec la ville voisine de Penzance. Elle fait partie de la paroisse civile de Penzance.

## Toponymie
La ville est enregistrée comme Nulyn en 1279 et Lulyn en 1290. On pense que le nom est dérivé de la langue cornique pour bassin d'eau pour une flotte.

## Histoire
Newlyn est enregistré en tant que port industriel depuis 1435.
En été 1535, le village est attaqué et réduit en cendres par les forces espagnoles dans le cadre de la guerre anglo-espagnole.
L'amélioration de l'accès ferroviaire au Sud-Ouest au cours du XIXe siècle a permis le développement de la pêche à Newlyn. Une colonie d'artistes connue sous le nom de l’École de Newlyn s'installe à cette époque au port.
Pendant la Seconde Guerre mondiale, le port est bombardé.

## Personnalités liées à la ville
- Elizabeth Forbes (1859-1912), peintre canadienne, y est morte ;
- Stanhope Forbes (1857-1947), peintre de genre, y est mort ;
- Robert Hichens (1882-1940), marin, y est né ;
- William Lovett (1800-1877), activiste socialiste et l'un des chefs de file du mouvement chartiste, y est né.